# Kinuso
Kinuso est un hameau (hamlet) de Big Lakes, situé dans la province canadienne d'Alberta.

## Démographie
Dans le recensement de 2011, Kinuso a une population de 276 habitants dans 109 de ses 116 logements, soit une variation de 26 % par rapport à la population de 2006. Avec une superficie de 0,610 7 km2, ce hameau possède une densité de population de 451,9 hab/km2 en 2011.
Concernant le recensement de 2006, Kinuso abritait 219 habitants dans 89 de ses 102 logements. Avec une superficie de 0,610 7 km2, ce hameau possédait une densité de population de 358,6 hab/km2 en 2006.
| 2001 | 2006 | 2011 | 2016 |
| ---- | ---- | ---- | ---- |
| 231  | 219  | 276  | 182  |